# نيكولاس رينالدي
نيكولاس رينالدي (بالإسبانية: Nicolás Rinaldi)‏ هو لاعب كرة قدم أرجنتيني، ولد في 23 أغسطس 1993 في General La Madrid Partido ‏ في الأرجنتين. لعب مع سارمينتو دي خونين.

## وصلات خارجية
- نيكولاس رينالدي على موقع قاعدة بيانات كرة القدم.إي يو (الإنجليزية)
- نيكولاس رينالدي على موقع Soccerway.com (الإنجليزية)